# Moteur-fusée à ergols liquides
Le moteur-fusée à ergols liquides est un type de moteur-fusée utilisant des ergols liquides pour son fonctionnement. Comme les moteurs-fusées à propergol solide ou hybride, ce type de propulsion exploite l'énergie chimique contenue dans les ergols qui est libérée soit par réaction exothermique d'un comburant et d'un combustible soit par décomposition. Comme tous les moteurs-fusées, il agit en éjectant à grande vitesse la masse des gaz produits par la réaction chimique à l'opposé de la direction du déplacement souhaité et il peut fonctionner dans le vide car il ne prélève pas son comburant dans l'environnement extérieur. Les principaux organes d'un moteur à ergols liquides sont regroupés au sein du système d'alimentation chargé d'amener les ergols à la pression attendue et d'une chambre de combustion dans laquelle la réaction chimique a lieu et produit les gaz qui sont éjectés vers une tuyère. Il est utilisé sur pratiquement tous les lanceurs qui mettent sur orbite satellites, sondes spatiales et vaisseaux spatiaux avec équipage.
De nombreuses configurations de moteurs-fusées coexistent : la plus simple, utilisée pour des poussées faibles, repose sur un système d'alimentation par pressurisation des réservoirs d'ergols. Les plus complexes, qui permettent d'obtenir des poussées pouvant aller jusqu'à près d'un millier de tonnes, ont recours à des turbopompes tournant à très grande vitesse et brulent des ergols cryotechniques comme l'oxygène ou l'hydrogène liquide. Contrairement aux moteurs à propergols solides, la poussée peut être modulée fortement au prix d'une complexité accrue. La mise au point des moteurs-fusées à ergols liquides a débuté dans les années 1920 et a reçu une première application opérationnelle avec le missile allemand V2 (1943). Son emploi a été généralisé dans les missiles balistiques développé au cours des années 1950 puis s'est étendu aux lanceurs à la fin de la décennie. La mise au point des différentes configurations ainsi que le développement des moteurs les plus puissants s'est réalisée au cours des années 1960 et 1970.

## Historique

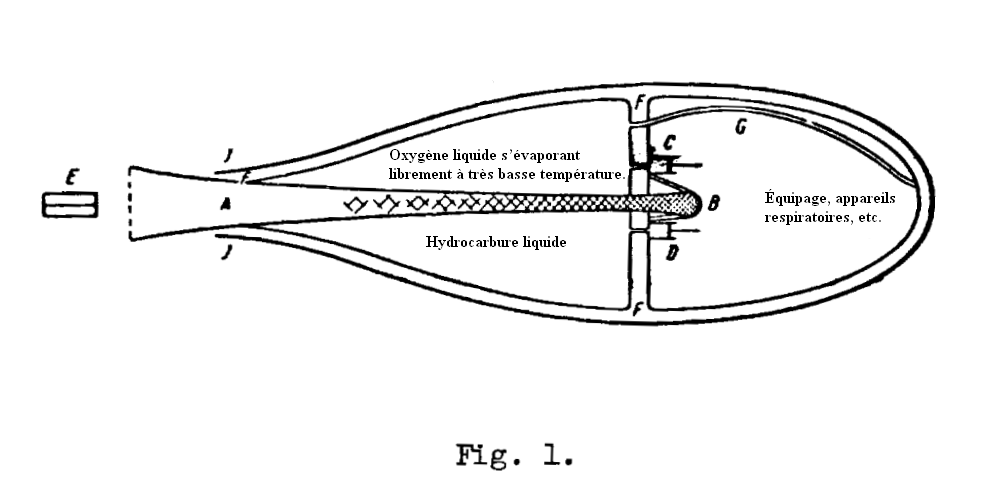
La fusée à ergols liquides de Tsiolkovski

C'est dans les années 1900 que le pionnier russe de l'astronautique Constantin Tsiolkovski émet l'idée d'utiliser pour la première fois ce type de moteur pour l'exploration spatiale. Pedro Paulet étant le premier qui fit fonctionner ce type de moteur en 1897 à Paris.
Au début, dans les années 1920-1940, quelques pionniers testèrent plusieurs modèles de ce type de moteur. Parmi eux, Robert Goddard, Robert Esnault-Pelterie et Friedrich Tsander, puis depuis les années 1930 Valentin Glouchko issus du GIRD.
En Allemagne, le Heinkel He 176 était un avion-fusée d'expérimentations, conçu juste avant le début de la Seconde Guerre mondiale par le constructeur Heinkel. Il fut le premier aéronef au monde à être propulsé uniquement par un moteur-fusée à ergols liquides, effectuant son premier vol propulsé le 20 juin 1939, piloté par Erich Warsitz.
Toujours en Allemagne, durant la Seconde Guerre mondiale, Wernher von Braun et Walter Dornberger développèrent les redoutables missiles V2 qui bombardèrent Londres. Dans les années 1950 a 1970, des avions à réaction les utilisent comme moteur d'appoint tel les moteurs-fusées SEPR utilisés par les Mirage III français.
Durant la Guerre froide, la compétition entre les deux blocs permet l'apparition de moteurs et de véhicules de plus en plus élaborés avec les retombées que l'on sait : Spoutnik, Programme Apollo, Navette spatiale, Station spatiale internationale, Soyouz, etc.
Aujourd'hui, pratiquement tous les véhicules spatiaux, quelques avions expérimentaux et plusieurs missiles balistiques utilisent ce genre de moteur.

## Principe de fonctionnement
Le moteur-fusée comprend :

Schéma de fonctionnement d'un moteur-fusée à ergols liquides classique.

- le système d'alimentation en ergols du moteur-fusée : le choix de ce système a un impact direct sur les performances et joue un rôle majeur dans l'architecture générale du moteur. Il peut se résumer à un simple système de mise sous pression des réservoirs mais inclut souvent des turbopompes, un générateur de gaz, etc.
- la chambre de combustion dans laquelle sont brulés le ou les ergols
- les injecteurs qui diffusent les ergols (carburant et comburant) dans la chambre de combustion
- le système d'allumage qui initialise la combustion si les ergols ne sont pas hypergoliques
- le circuit de refroidissement qui refroidit la chambre de combustion est tout ou partie de la tuyère
- la tuyère dans laquelle se réalise la détente des gaz qui sont accélérés

## Les différents systèmes d'alimentation du moteur
Les ergols doivent être injectés sous pression dans la chambre de combustion. Plusieurs systèmes d'alimentation peuvent être utilisés en adéquation avec le niveau de poussée du moteur et les performances recherchées. Les familles de systèmes d'alimentation en allant du plus simple au plus complexe sont : l'alimentation par pressurisation des réservoirs, le cycle à expandeur, le cycle à générateur de gaz et le cycle à combustion étagée.
Quel que soit le système d'alimentation, celui-ci repose sur des canalisations et des vannes qui souvent doivent fonctionner dans des conditions de température et de pression extrêmes : par exemple la vanne qui contrôle le by-pass de la turbopompe à oxygène du moteur J-2 voit passer au démarrage de l'hydrogène liquide à −252,87 °C et une seconde plus tard des gaz brûlés dont la température atteint 400 °C. Dans le cas des moteurs américains les vannes-papillon ont été fréquemment utilisées au début de l'ère spatiale mais les vannes à boisseau sphérique sont aujourd'hui préférées parce qu'elles demandent moins de force pour être actionnées et elles permettent de moduler avec plus de précision les flux d'ergols. Le système qui pilote la propulsion de la fusée agit sur les vannes en utilisant des actionneurs pneumatiques qui tirent leur énergie par exemple d'un circuit d'hélium sous pression.

### Alimentation par pressurisation des réservoirs

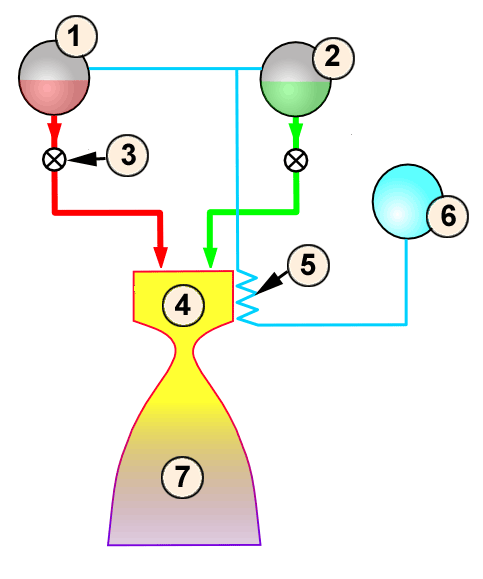
Schéma Alimentation par pressurisation des réservoirs : 1 Réservoir carburant, 2 Réservoir comburant, 3 Vannes, 4 Chambre de combustion, 5 Échangeur thermique, 6 Réservoir gaz utilisé pour la pressurisation, 7 Tuyère.

La méthode la plus simple pour mettre sous pression les ergols qui alimentent la chambre de combustion est de maintenir une pression importante dans les réservoirs à l'aide d'un gaz inerte comme l'azote ou l'hélium. Toutefois cette solution impose que les réservoirs aient des parois suffisamment épaisses pour résister à cette pression. Ce mode d'alimentation est donc réservé aux moteurs-fusées devant fournir une poussée réduite, car pour les moteurs plus puissants et ayant donc des réservoirs de grande taille, cette solution aboutit à une masse trop importante des réservoirs à cause de l'épaisseur des parois. Dans le cas général, le gaz inerte utilisé pour la mise sous pression est stocké sous très haute pression dans un réservoir à part. Son injection dans le réservoir d'ergols est contrôlée par un système de régulation de pression. Le gaz inerte peut être également produit par un générateur de gaz ou en déviant une faible fraction des ergols mis sous pression (pressurisation autogène). On peut également diminuer la masse de gaz inerte utilisée en faisant passer celui-ci par un échangeur de chaleur solidaire de la chambre de combustion, ce qui augmente sa température et donc sa pression. Le système de pressurisation peut être fortement simplifié (au détriment des performances) en supprimant le réservoir stockant le gaz pressurisé (mode blowdown) : celui-ci se trouve dans le même réservoir que les ergols mais du coup un volume plus important est nécessaire pour le stocker. La pression exercée par le gaz inerte diminue au fur et à mesure que le réservoir se vide, ce qui entraine un mélange moins optimal des deux ergols et nécessite que la chambre de combustion fonctionne dans une plage de pression relativement large. Différents systèmes - diaphragme élastique, un piston ou soufflet - peuvent être utilisés pour séparer l'ergol et le gaz inerte afin d'éviter que ce dernier pénètre dans les canalisations alimentant la chambre de combustion et ne perturbe cette dernière. Ce dispositif est particulièrement nécessaire lorsque la fusée subit des accélérations transversales ou des phases d'apesanteur qui peuvent aboutir à créer des bulles du gaz au sein des ergols,.

### Alimentation par turbopompe
Le système d'alimentation par turbopompe est utilisé pour les moteurs de poussée moyenne et forte. Dans ce système, la vitesse des ergols et donc la pression dans le circuit d'alimentation est accrue grâce à une turbopompe qui tourne parfois à plusieurs dizaines de milliers de tours par minute. Celle-ci est entrainée par une turbine à gaz elle-même alimentée dans le cas le plus fréquent par un générateur de gaz. Plusieurs variantes de ce système d'alimentation coexistent qui se caractérisent par une complexité croissante.

#### Cycle à expandeur

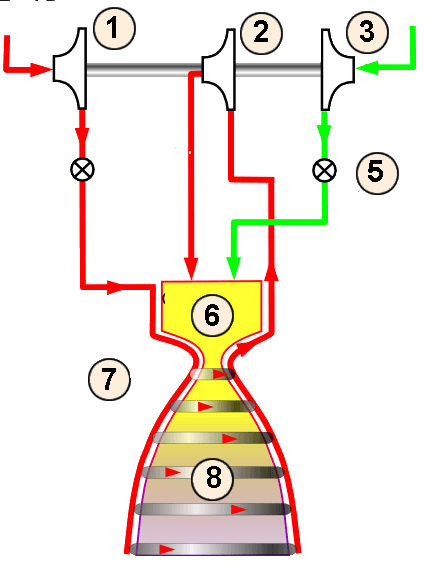
Schéma d'un moteur avec cycle à expandeur : 1 Pompe carburant, 2 Turbine, 3 Pompe comburant, 5 Vannes, 6 Chambre de combustion, 7 Échangeur thermique, 8 Tuyère.

Dans le cycle à expandeur, la turbopompe n'est pas actionnée par les gaz fournis par une première combustion, mais par la seule détente de l'ergol cryotechnique qui circule dans les parois de la chambre à combustion pour la refroidir et passe ainsi de l'état liquide à l'état gazeux. Ce dispositif permet de supprimer le générateur de gaz et diminue la température à laquelle la turbine doit résister mais elle ne permet pas d'obtenir une pression aussi élevée en entrée de chambre à combustion. En effet la quantité de chaleur fournie par la chambre de combustion, qui détermine la quantité d'ergols gazéifiée et donc la vitesse d'entrainement de la turbopompe, est limitée par la taille de la chambre. Il existe plusieurs variantes de ce cycle. Dans la variante la plus courante le cycle est fermé c'est-à-dire que l'ergol gazéifié qui a servi à entrainer la turbopompe est réinjecté dans la chambre à combustion. Le cycle peut être ouvert, auquel cas cet ergol est soit éjecté dans l'espace par la turbopompe soit injecté à l'intérieur de la partie basse de la tuyère pour refroidir celle-ci. Dans le circuit ouvert une partie du potentiel énergétique des ergols n'est pas utilisé mais en contrepartie la turbopompe n'a pas besoin de recompresser l'ergol utilisé pour la faire tourner avant de l'injecter dans la chambre de combustion. Cette caractéristique permet d'atteindre des pressions deux à trois fois supérieures dans la chambre de combustion, donc de réduire le diamètre du col de la tuyère. Cette géométrie permet à son tour d'augmenter le rapport de section du divergent et ainsi d'accroitre la détente dans le vide des gaz expulsés aboutissant à un meilleur rendement,.
Cette formule permet d'obtenir des moteurs performants (bonne impulsion spécifique) mais dont la poussée est modeste (environ 20 à 30 tonnes de poussée au maximum). Ce système d'alimentation est utilisé pour les moteurs-fusées cryogéniques propulsant des étages supérieurs de fusée comme le RL-10 (moteur utilisé par l'étage Centaur) ou le moteur européen Vinci qui doit propulser le deuxième étage de la fusée Ariane 6.

#### Cycle à générateur de gaz

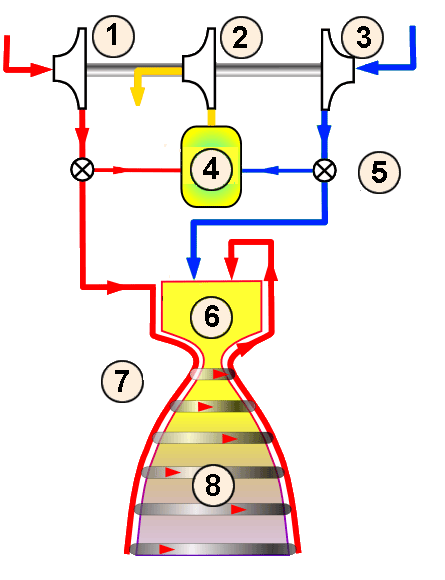
Schéma d'un moteur à flux dérivé avec générateur de gaz : 1 Pompe carburant, 2 Turbine, 3 Pompe comburant, 4 Générateur de gaz, 5 Vannes, 6 Chambre de combustion, 7 Échangeur thermique, 8 Tuyère.

Dans cette architecture, le système d'entrainement des pompes est indépendant de l'alimentation en ergols de la chambre de combustion : une fraction des ergols est brûlée dans un générateur de gaz, les gaz produits entrainent la turbine puis sont rejetés sans passer ni par la chambre à combustion ni par la tuyère. Cette solution est moins performante que la suivante car une partie de l'énergie produite par les ergols utilisés par le générateur à gaz est perdue. Par contre, elle permet de concevoir un moteur plus simple. Pour les puissances moyenne et élevée, c'est le système le plus couramment utilisé. Les moteurs plus connus sont le F-1 américain propulsant le premier étage de la fusée Saturn V, le moteur cryogénique J-2 du deuxième étage de cette fusée, le moteur Viking des premières fusées européennes Ariane, la première version du LE-5 japonais et le moteur Vulcain propulsant la fusée Ariane 5.

#### Cycle à combustion étagée

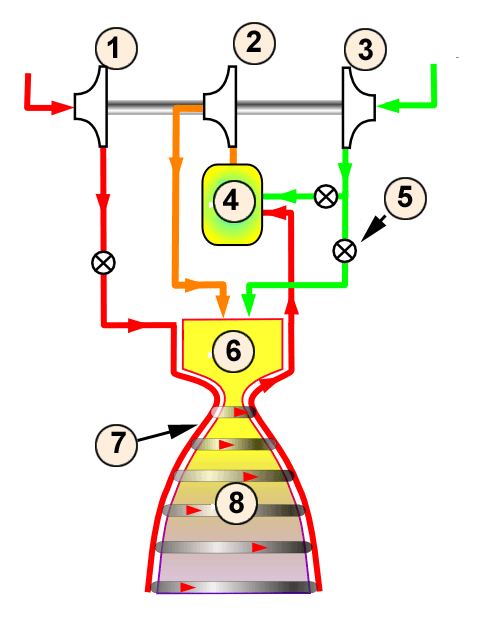
Schéma d'un moteur à combustion étagée : 1 Pompe carburant, 2 Turbine, 3 Pompe comburant, 4 Pré chambre de combustion, 5 Vannes, 6 Chambre de combustion, 7 Échangeur thermique, 8 Tuyère.

Pour obtenir des moteurs particulièrement performants, la pression dans la chambre de combustion doit être la plus élevée possible. Il est possible d'atteindre 250 à 300 bars en utilisant un cycle d'alimentation à combustion étagée. Dans celui-ci, une grande partie des ergols passe par une préchambre de combustion où ils sont en partie brûlés. Les gaz en sortie de cette préchambre entrainent les turbines avant d'être injectés dans la chambre de combustion. Dans la préchambre de combustion, ou la proportion de carburant, ou la proportion de comburant (oxygène) est volontairement trop élevée pour que la combustion soit complète, ce qui permet de maintenir cette dernière à une température modérée. Le système est plus efficace mais aboutit à un moteur plus lourd et plus complexe. Ils sont utilisés pour propulser les plus puissants lanceurs. Les moteurs de ce type les plus connus sont le RD-170, le plus puissant dans cette catégorie, le RS-25 de la navette spatiale américaine qui présente la particularité d'être réutilisable, le LE-7 japonais et le NK-33 soviétique,.

Principaux moteurs utilisant la combustion étagée
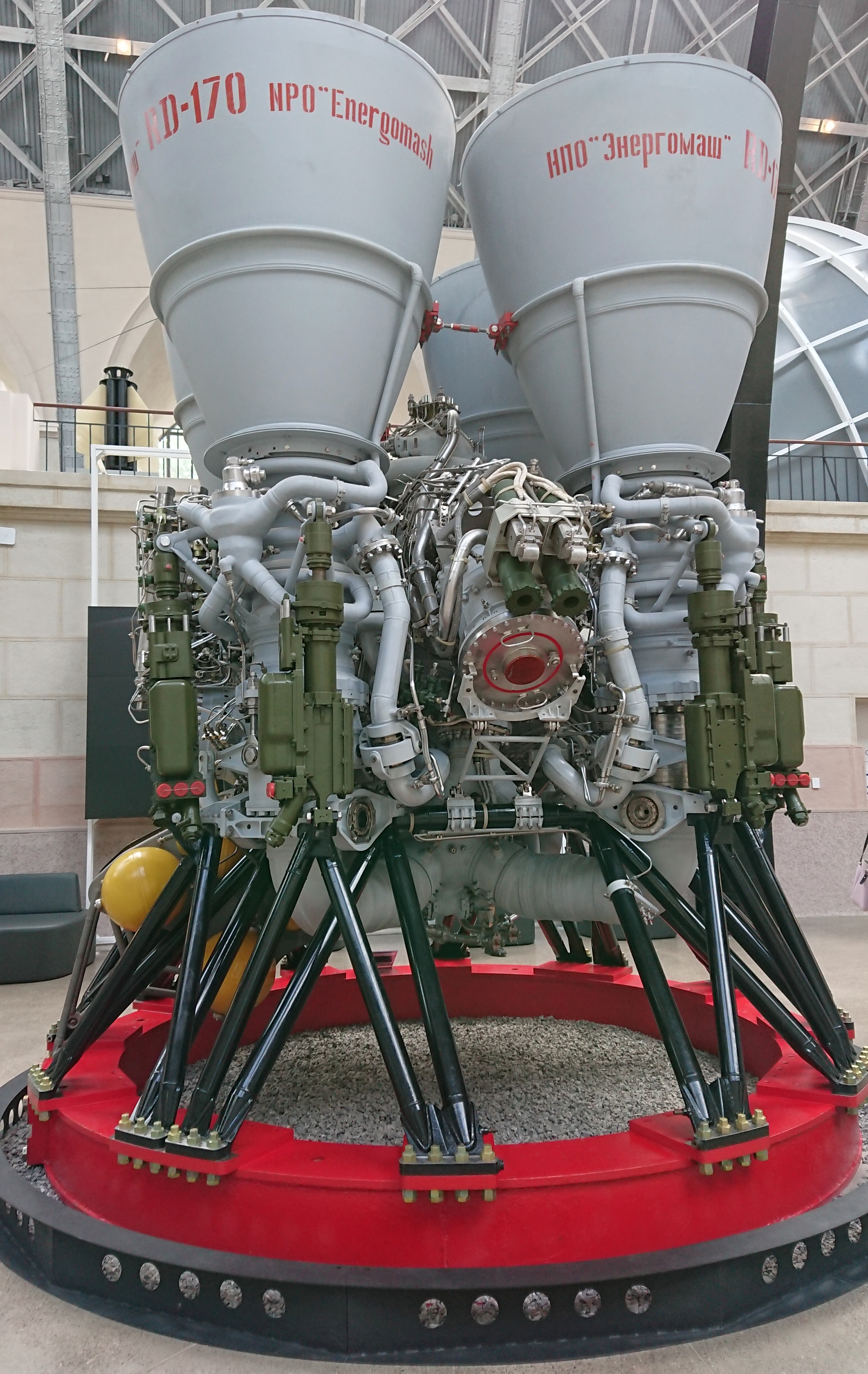
Le moteur-fusée russe RD-170 est le plus puissant des moteurs-fusées à combustion étagée
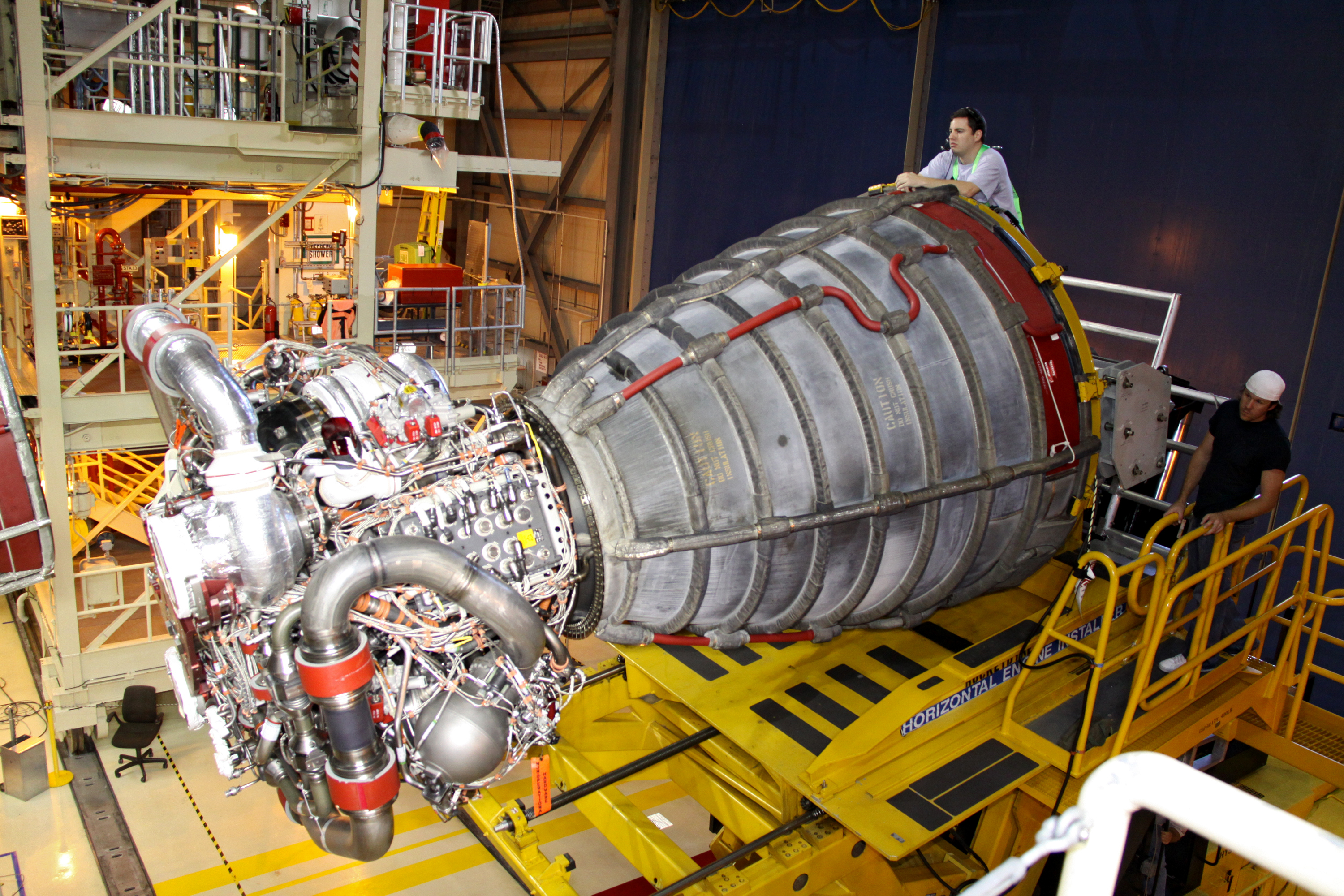
Le moteur fusée RS-25 de la Navette spatiale américaine
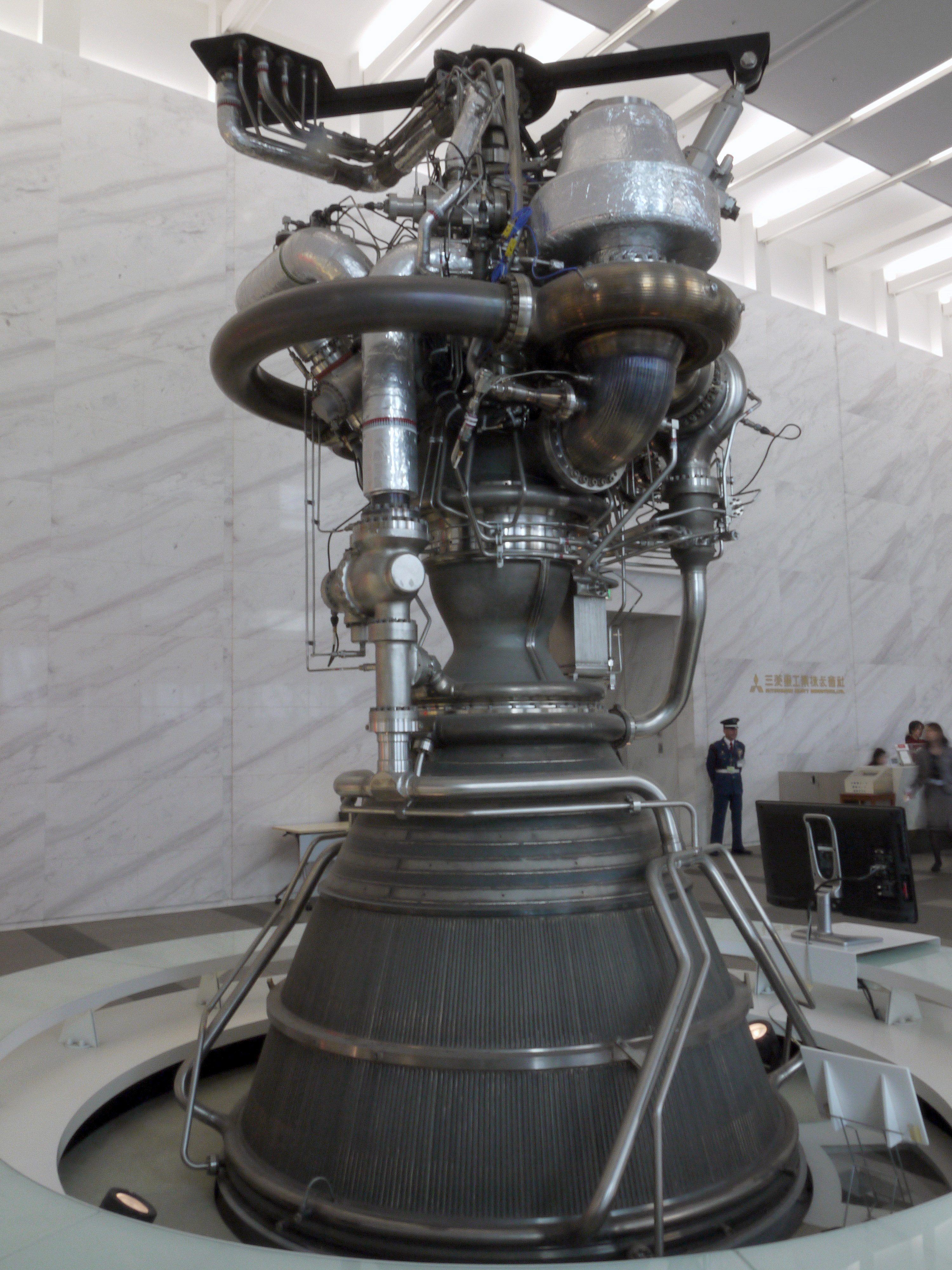
Le LE-7 est un moteur de puissance moyenne développée par les ingénieurs japonais

#### Alimentation par pompe électrique
Pour de très petits moteurs-fusées, la mise sous pression des ergols peut être effectuée à l'aide d'une pompe actionnée par un moteur électrique. C'est le cas du moteur Rutherford utilisé par les fusées Electron de Rocket Lab utilise des pompes mues par des moteurs électriques, eux-mêmes alimentés par des batteries au lithium.

### Chambre de combustion
La chambre de combustion est le lieu où se réalise la combustion des ergols. Pour réduire la taille, donc le poids du moteur-fusée, la pression dans la chambre de combustion doit être la plus élevée possible. Généralement les ergols sont pulvérisés dans des proportions qui assurent une combustion presque complète (mélange stœchiométrique) ce qui suppose que le mélange soit homogène, tout en optimisant l'impulsion spécifique. Le rapport entre le débit des ergols est défini par le rapport de mélange. Afin de maximiser la poussée, il peut parfois être intéressant d'utiliser des rapports non stœchiométriques. En effet, avec un couple oxygène-kérosène par exemple, certaines fusées augmentent la part d'oxygène au-delà du rapport stœchiométrique pour abaisser la température de la chambre de combustion, et augmenter la poussée car le volume de gaz produit est alors plus important. Le choix du rapport est donc particulièrement complexe.
L'injecteur qui envoie carburant et comburant dans la chambre de combustion est l'élément le plus critique de la chambre à combustion. On distingue deux types d'injecteurs, :
- centrifuges, dans lequel l'ergol tournoie et s'éparpille en fines gouttelettes dès sa sortie, plutôt compliqués à usiner.
- linéaires, où l'ergol est injecté avec un très faible angle, il est un peu moins efficace que le premier mais plus facile à fabriquer.

Il existe plusieurs variantes de montage des injecteurs : coaxiaux (coupler un injecteur centrifuge et un linéaire permet d'obtenir un excellent mélange), en pommeau de douche (peut s'appliquer pratiquement à tous les types), à jets croisés où les jets de plusieurs injecteurs se rencontrent et se pulvérisent (uniquement avec des injecteurs linéaires), etc.
Il peut arriver que des perturbations locales à caractère vibratoire de la flamme conduisent à une perturbation générale du flux, ce qui peut entraîner la destruction pure et simple du moteur. Pour contrer ce phénomène, on dispose des séparations qui divisent l'aire d'injection en espaces indépendants et limitent ainsi l'amplification des perturbations. Ce problème d'instabilité devient particulièrement aigu sur les chambres de combustion de grande dimension, en particulier lorsque la molécule du carburant est de grande taille (kérosène). Les Américains y ont été confrontés lors de la mise au point du moteur-fusée géant F-1.

### Allumage
S'il n'est pas hypergolique le mélange doit être enflammé par un dispositif dont la fiabilité est un critère essentiel. Différentes méthodes peuvent être mises en œuvre,, : 
- L'allumage du mélange peut être déclenché par l'introduction d'un produit hypergolique qui s'enflamme spontanément et qui par propagation de la flamme met le feu aux ergols. Les produits utilisés les plus courants sont triéthylborane et le triéthylaluminium ou un mélange des deux. C'est un système mis en œuvre fréquemment lorsque les ergols utilisés sont le kérosène et l'oxygène comme dans le cas du moteur-fusée géant F-1
- L'inflammation peut être déclenchée par un système analogue à la bougie qu'on trouve dans les moteurs des automobiles : l'étincelle créée enflamme les ergols qui sont présents sous forme gazeuse
- une résistance électrique parcourue par un courant de forte intensité,
- un catalyseur initialise la réaction chimique entre carburant et comburant,
- une petite charge pyrotechnique,
- une chambre d'allumage qui communique avec la chambre de combustion.

Sur les moteurs à forte poussée, comportant une chambre de combustion de grande taille, il est important que la combustion se déclenche de manière homogène pour ne pas créer des zones où s'accumulent des ergols non brulés. En effet dans cette configuration des phénomènes explosifs peuvent se produire générant des ondes de pression qui peuvent aboutir à la destruction de la chambre de combustion. Une accumulation d'oxydant (supérieure au ratio stoechiométrique), peut également entrainer une perforation de la chambre de combustion qui n'est pas généralement pas conçue pour résister à cette combinaison à haute température.

### Tuyère
La tuyère permet d'accélérer les gaz résultant de la combustion, portés à des pressions et des températures très élevées en leur imprimant une vitesse suivant l'axe de la fusée (lorsque celle-ci ne braque pas). La tuyère a la forme d'un cône convergent puis divergent qui permet aux gaz de franchir la vitesse du son : en amont du col la vitesse du gaz est subsonique et en aval supersonique. En présence d'atmosphère, la poussée est optimale lorsque la pression des gaz en sortie de tuyère est égale à la pression ambiante. Les tuyères de premier étage sont donc plus courtes que celles des étages devant fonctionner dans le vide. Pour limiter l'encombrement, la tuyère des moteurs fusées des étages supérieurs peut être en partie déployable.

### Circuit de refroidissement
Les parois de la chambre de combustion ainsi que celles de la tuyère sont portées à des températures très élevées (plusieurs milliers de degrés) et doivent être refroidies car il n'existe aucun alliage pouvant résister à de telles températures. De nombreux moteurs fonctionnent avec au moins un ergol stocké à très basse température pour qu'il reste sous forme liquide. Ces ergols, dits cryotechniques, sont l'oxygène, l'hydrogène et le méthane. La méthode la plus courante pour maintenir la paroi de la chambre de combustion à une température acceptable consiste à faire circuler un de ces ergols à l'intérieur de la paroi de la chambre qui à cet effet est creuse ou constituée de tubes jointifs. Selon l'architecture du moteur, l'ergol utilisé pour le refroidissement peut être réinjecté dans la chambre de combustion (cycle fermé ou régénératif)) ou, moins performant, être éjecté en extrémité de tuyère (cycle ouvert, refroidissement par fluide perdu). L'espace dans lequel circule l'ergol refroidissant est constitué de fines canalisations, soit fraisées dans la paroi ou circulant dans des conduits assemblés au moteur. Le tout est recouvert d'une enveloppe généralement faite d'acier ou d'un alliage de titane.

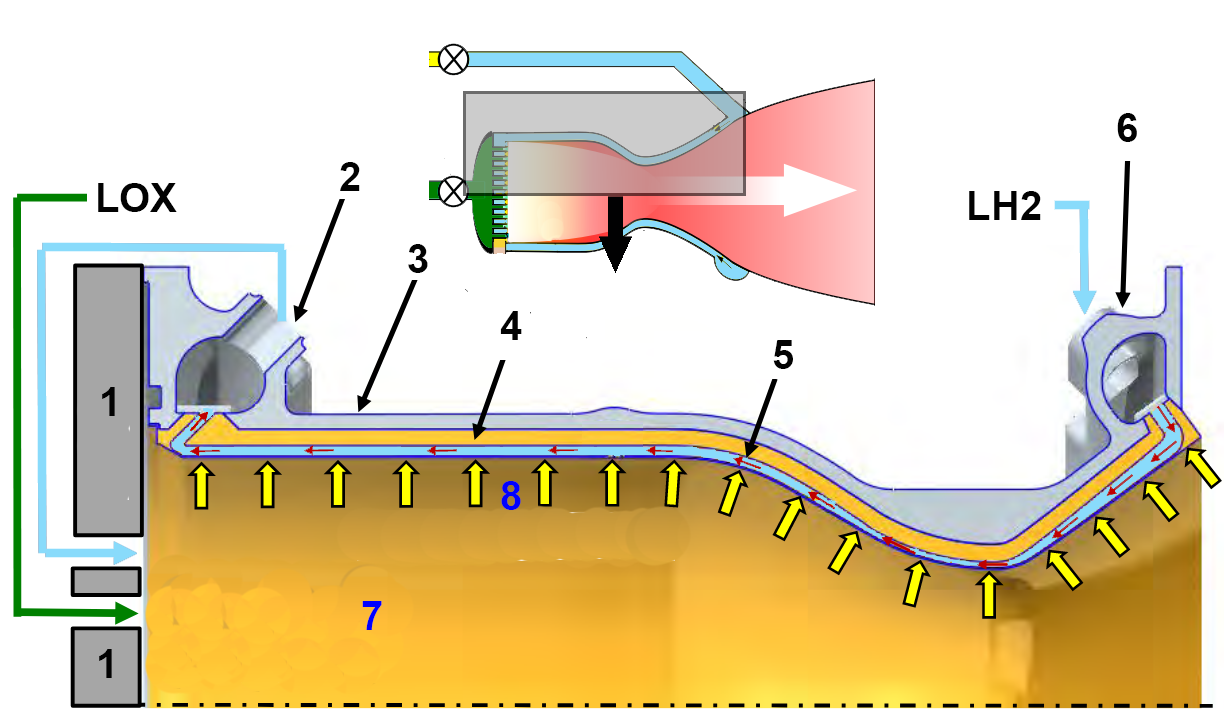
Schéma d'un système de refroidissement convectif dit régénératif de la chambre de combustion d'un moteur-fusée à ergols liquides. L'hydrogène liquide en bleu (LH2) est injecté sous le col de la tuyère dans des canalisations à paroi mince en alliage de cuivre qui tapissent l'intérieur de celle-ci. L'hydrogène refroidit la paroi en circulant puis est réinjecté dans la chambre de combustion : 1 Injecteurs - 2 Collecteur de sortie de l'hydrogène gazeux (110 bars) - 3 Chemise structurelle en Inconel 625 - 4 Chemise interne en alliage de cuivre - 5 Conduction et convection - 6 Collecteur d'arrivée de l'hydrogène liquide (138 bars) - 7 Combustion (2200-, 96 bars) - 8 Rayonnement et convection.

La méthode précédente ne fonctionne pas si les deux ergols utilisés sont stockés à température ambiante. C'est le cas par exemple des moteurs fonctionnant avec un mélange Peroxyde d'azote / UDMH utilisé dans beaucoup de moteurs développés dans les années 1960/1970. Dans ce cas, l'un des ergols est utilisé en partie pour créer un film qui recouvre en permanence la paroi interne de la chambre de combustion et s'interpose entre celle-ci et les gaz brûlants résultant de la combustion. Ce film est créé et renouvelé en permanence soit grâce à des injecteurs périphériques qui projettent l'ergol sur la paroi soit via des perforations qui tapissent la paroi.
La paroi exposée à la chaleur comprend la paroi de la chambre de combustion proprement dite, le col de la tuyère et la paroi interne de la tuyère. Cet ensemble dit paroi interne est réalisé avec des matériaux adaptés à la contrainte thermique. Les motoristes peuvent utiliser :
- du cuivre, au point de fusion très bas mais à la conductibilité thermique très élevée qui permet de facilement évacuer la chaleur ;
- de l'acier inoxydable, résistant mieux à la chaleur ;
- du graphite, très bonne résistance à la chaleur.

## Les autres caractéristiques

### Moteurs multichambres
Les instabilités de combustion sont un des phénomènes les plus difficiles à éliminer lors du développement d'un moteur car leur dynamique est difficile à déterminer. Plus le moteur est puissant plus les instabilités sont potentiellement importantes. Les concepteurs des moteurs soviétiques ont choisi dans les années 1950 de contourner le problème en multipliant le nombre de chambres à combustion (et donc de tuyères) alimentés par une seule turbopompe. C'est ce type de moteur qui propulse le premier étage du lanceur Soyouz (les RD-107 RD-108 : 4 chambres) et qui est utilisé sur le moteur le plus puissant en production le RD-170 à 4 chambres.

### Poussée modulable
Un des principaux avantages des moteurs-fusées à ergols liquides par rapport à l'autre grande famille des moteurs-fusées à propergol solide est la capacité de ces moteurs à faire varier leur poussée. Cette propriété est très intéressante pour limiter l'accélération d'un lanceur au fur et à mesure que sa masse diminue. Elle est également nécessaire lorsqu'on utilise des moteurs-fusées pour faire atterrir un engin (sonde automatique ou vaisseau habité) sur une planète. La modulation de la poussée est obtenue en jouant sur le débit d'ergols injectés dans la chambre de combustion. Pour que la poussée soit modulable il est nécessaire qu'aux différents régimes d'alimentation la combustion soit stable ce qui rend plus difficile le développement du moteur.

### Contrôle de l'orientation de la poussée
Pour pouvoir corriger l'orientation du véhicule spatial (lanceur, vaisseau) propulsé par le moteur-fusée, la poussée doit pouvoir être orientée. La poussée d'un moteur-fusée à ergols liquides peut être relativement facilement orientée : des vérins sont utilisés pour basculer le moteur avec sa tuyère de quelques degrés. Avec un seul moteur les mouvements de tangage et de lacet peuvent être obtenus mais le roulis doit être pris en charge par des moteurs dédiés. Sur un étage propulsé par quatre moteurs le mouvement de roulis peut être également pris en charge. Si la poussée est de quelques tonnes les vérins sont actionnés par un moteur électrique, au-delà par des vérins hydrauliques. L'orientation de la poussée peut être également obtenue en combinant de manière variable l'action de plusieurs moteurs spécialisés baptisés moteur-vernier,.

### Moteur réutilisable
Moteur réutilisable à plusieurs reprises

## Les turbopompes

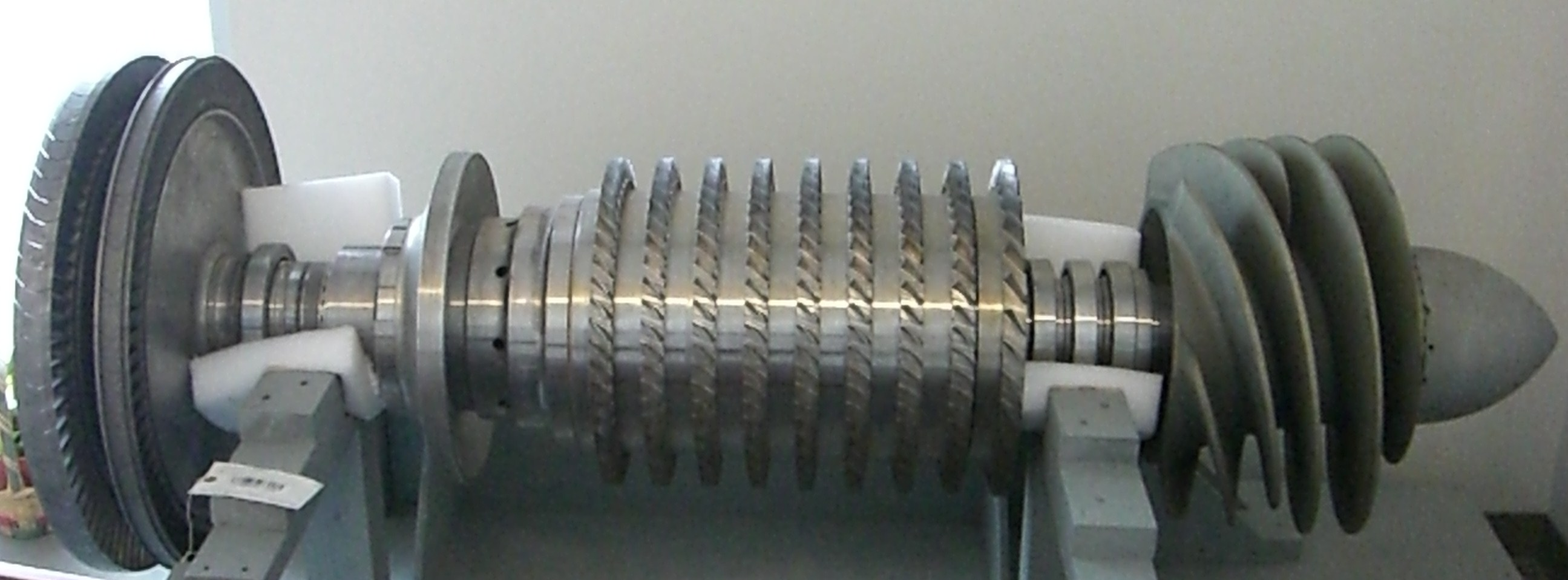
Turbopompe
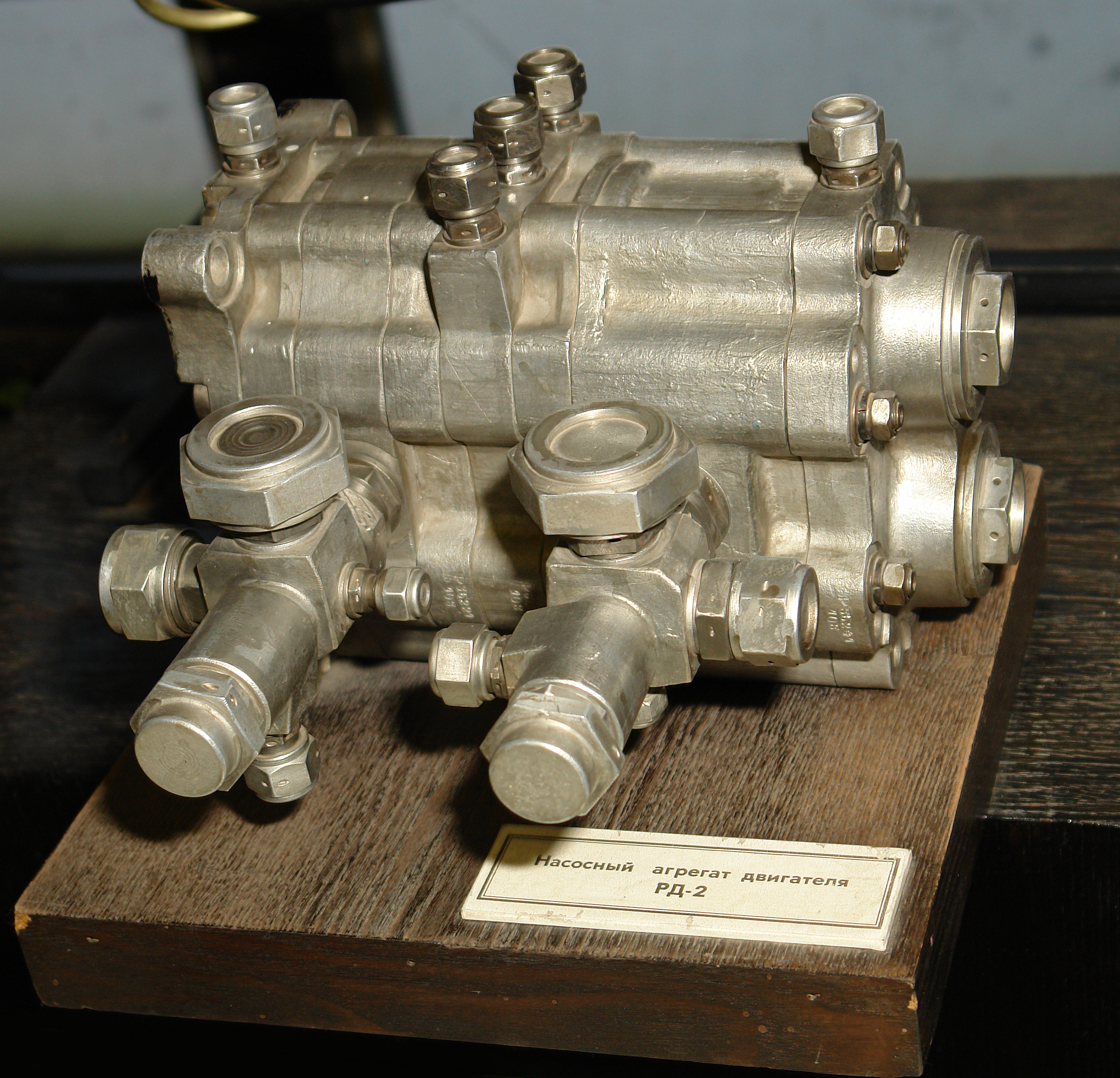
Ensemble turbine à gaz-turbopompes
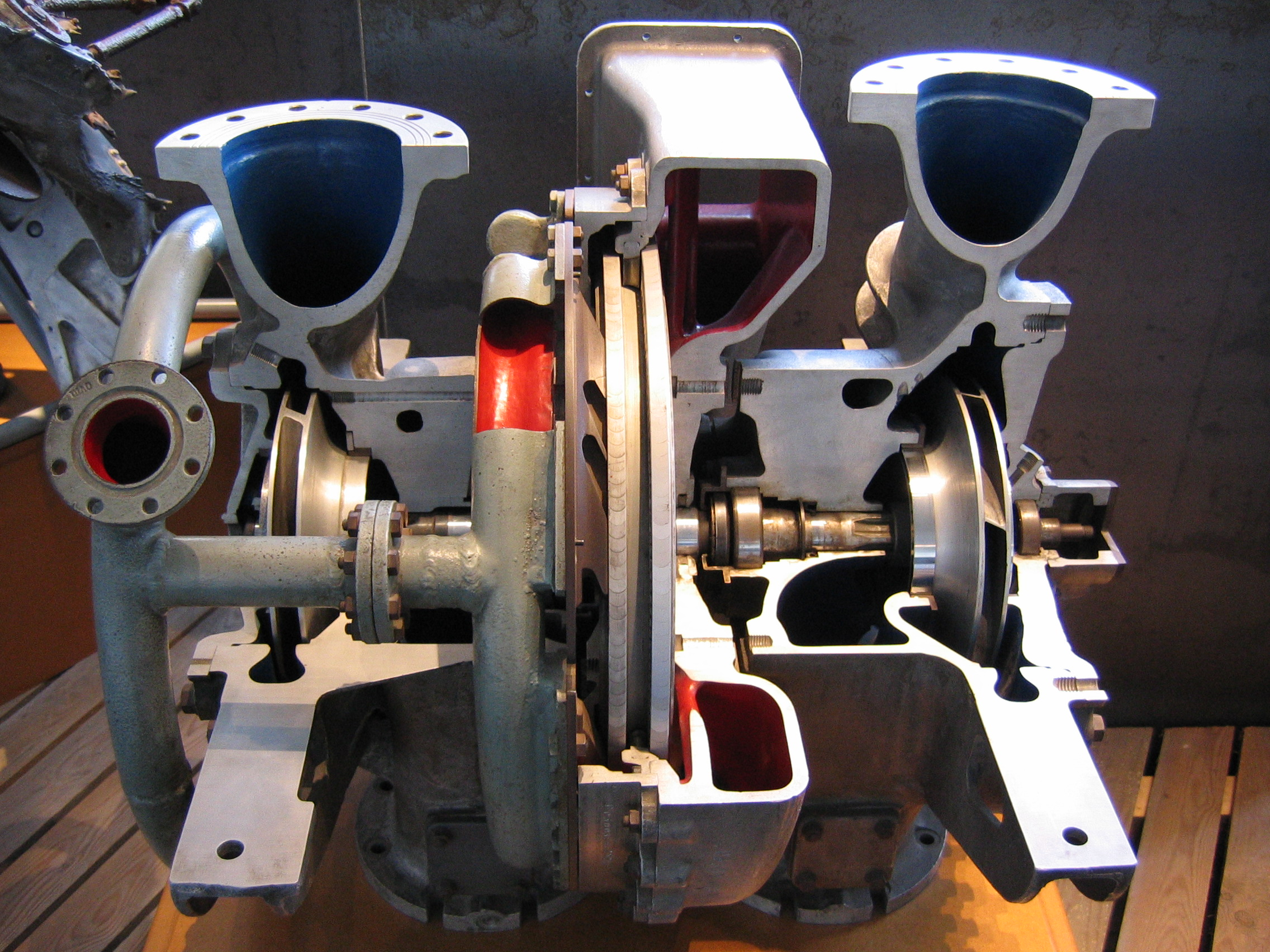
Ensemble turbine à gaz-turbopompe d'un V-2

## Les moteurs-fusées de faible poussée
Les moteurs-fusées de faible poussée (0,1 à 400 kg de poussée) sont utilisés comme auxiliaires pour modifier l'attitude du lanceur, corriger sa trajectoire, modifier l'orbite d'un satellite, effectuer des manœuvres, modifier la vitesse de rotation. Un engin spatial peut avoir un très grand nombre de ces petits propulseurs. Selon leur affectation ces moteurs présentent des caractéristiques bien spécifiques : fonctionner un très grand nombre de fois, générer une micro poussée parfaitement calibrée, enchaîner des micropoussées avec des pauses très courtes...

## Les différentes combinaisons d'ergols liquides

### Moteurs biergols
En règle générale, le mélange qui est brûlé dans la chambre de combustion est composé de deux éléments : un carburant et un comburant qui par combustion transforment l'énergie chimique en énergie. Beaucoup de combinaisons ont été testées au début de l'ère spatiale mais très peu de combinaisons sont actuellement utilisées.
- LOX-kérosène (grade RP-1, RG-1, T-1 ou autre) constitue un bon compromis pour obtenir à la fois une impulsion spécifique (rendement) et une poussée forte. Il est souvent retenu pour propulser le premier étage des lanceurs.
- LOX-LH2 fournit la meilleure impulsion spécifique mais impose des réservoirs très volumineux du fait de la faible densité de l'hydrogène. Optimal pour propulser l'étage supérieur des lanceurs.
- LOX-méthane (ou GNL) proche mais d'un moins bon rendement que LOX-kérosène, il « encrasse » moins les moteurs et a été récemment retenu pour propulser plusieurs lanceurs réutilisables.
- LOX-hydrazine
- Acide nitrique-kérosène
- Peroxyde d'azote-kérosène
- Peroxyde d'azote-hydrazine
- Peroxyde d'azote-1,1-diméthylhydrazine (ou UDMH)
- C-Stoff-T-Stoff.

### Moteurstriergolsetmonergols
Certains moteurs de faible poussée utilisent un seul ergol. Celui-ci se décompose en présence d'un catalyseur en produisant une réaction exothermique.
- Hydrazine, le plus utilisé,
- Peroxyde d'hydrogène (ou eau oxygénée).

Par le passé des combinaisons à 3 ergols ont été essayées mais aucune n'a atteint le stade opérationnel pour des raisons liées à leur complexité de mise en œuvre. L'un des plus aboutis fut le RD-701 soviétique, fonctionnant à l'oxygène liquide, au kérosène RG-1 et au dihydrogène liquide.

## La mesure des performances d'un moteur-fusée à ergols liquides
De nombreuses caractéristiques permettent de mesurer les performances d'un moteur-fusée. Certaines sont importantes dans tous les cas d'utilisation :
- La poussée.
- L'impulsion spécifique c'est-à-dire la vitesse des gaz éjectés. Celle-ci dépend en premier lieu de la combinaison d'ergols utilisée et en deuxième lieu de l'efficacité du circuit d'alimentation, de la combustion et du circuit de refroidissement.
- Le rapport poids (du moteur)/poussée.
- Optimisé pour le fonctionnement dans le vide : la longueur du divergent est soit optimisée pour le fonctionnement dans le vide soit pour les basses couches de l'atmosphère.

D'autres caractéristiques n'entrent en ligne compte que pour certaines utilisations :
- La modulation de la poussée.
- La capacité du moteur à pouvoir être réallumé et le nombre d'allumages possible : dernier étage d'un lanceur, propulsion d'une sonde spatiale.
- La possibilité de réutiliser le moteur après usage : moteur installé sur une navette spatiale, sur un premier étage réutilisable.
- La possibilité de produire des micro poussées : propulsion de satellites, de sondes spatiales.
- La capacité du moteur à fonctionner au-delà d'un certain délai. Il s'agit plutôt d'une caractéristique liée aux ergols utilisés et au mode de stockage. Sonde spatiale, étage propulsif utilisé dans le cadre d'une mission longue.

L'utilisation d'un ergol peu dense comme l'hydrogène peut induire une pénalisation indirecte car il nécessite des réservoirs de grande taille et donc contribue à augmenter la trainée dans les basses couches de l'atmosphère. L'utilisation d'ergols cryotechniques induit une pénalisation liée à la présence de couches d'isolant thermique.

### Domaine d'utilisation

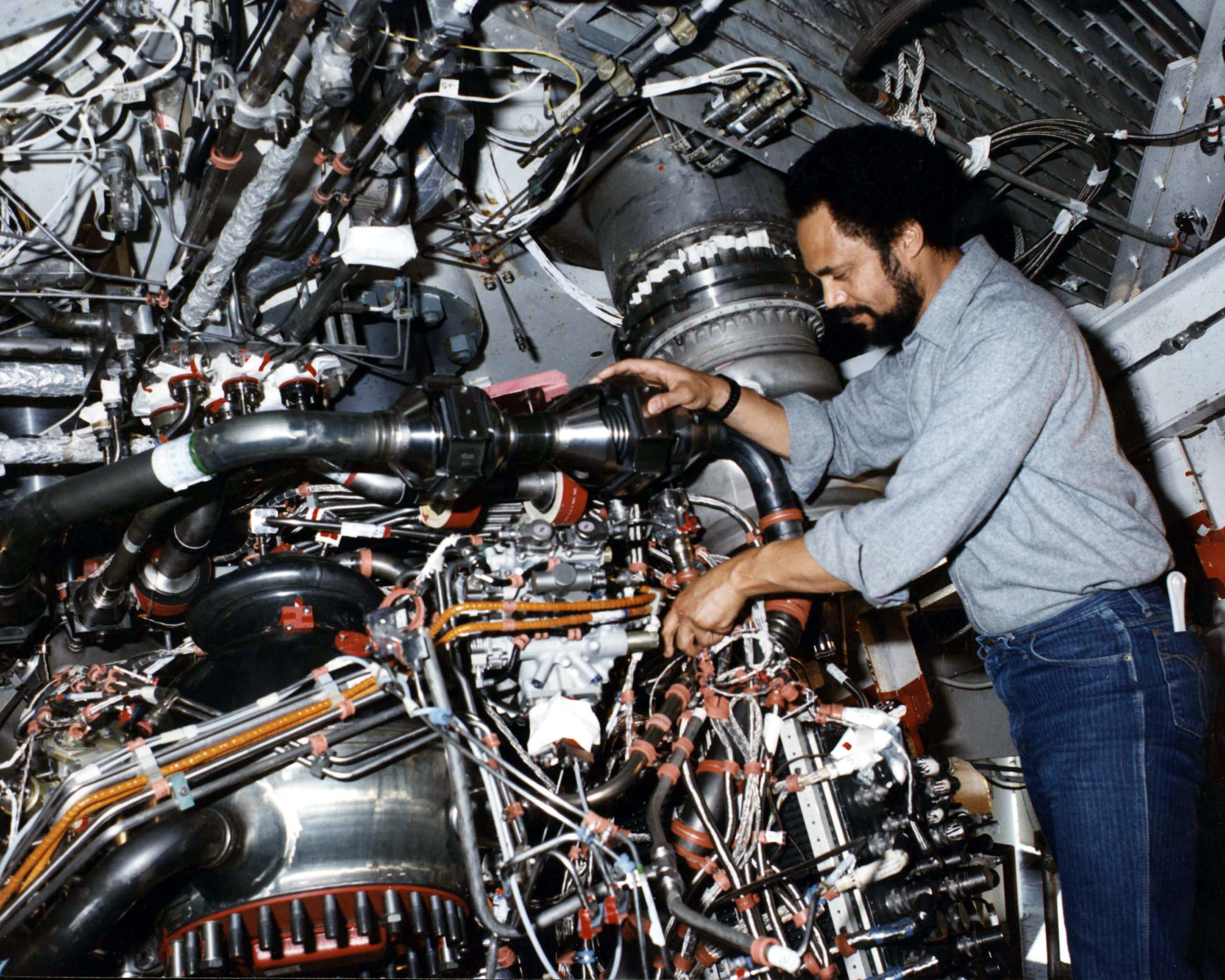
Entretien d'un moteur principal d'une Navette spatiale américaine.

Les avantages et inconvénients d'un moteur-fusée à ergols liquides par rapport à une propulsion à propergol solide sont les suivants :
- L'Impulsion spécifique est très largement supérieure à celle d'un moteur-fusée à ergols solides (le couple hydrogène-oxygène atteint 435 s) mais très faible par rapport aux moteurs aérobies.
- Le contrôle de la combustion se fait sans trop de difficultés, chose difficile sur un moteur-fusée à ergols solides. Cette caractéristique en fait le seul type de moteur-fusée utilisés comme moteurs verniers.
- Leur principe de fonctionnement est relativement simple mais leur conception est très complexe et nécessite beaucoup de moyens.
- Propreté/Toxicité des gaz de combustion: le mélange Hydrogène liquide-Oxygène liquide ne produit que de l'eau alors que certains couples, pas ou peu utilisés, (par exemple: Fluor-Ammoniaque) présentent des risques pour la santé et l'environnement.
- Il nécessite une préparation avant lancement beaucoup plus grande que les modèles à ergols solides.

## Caractéristiques de quelques moteurs-fusées à ergols liquides
|                                            | SSME                        | J-2                 | RD-170                   | Vulcain 2                        | Vinci                | F-1               | Raptor                |
| ------------------------------------------ | --------------------------- | ------------------- | ------------------------ | -------------------------------- | -------------------- | ----------------- | --------------------- |
| Poussée au sol / dans le vide              | 1860 kN / 2279 kN           | / 1033 kN           | 7887 kN                  | / 1340 kN                        | / 180 kN             | 6770 kN /         | 1962 kN / 2116 kN     |
| Ergols                                     | LOX / LH2                   | LOX / LH2           | LOX / RG-1               | LOX / LH2                        | LOX / LH2            | LOX / RP-1        | LOX / CH4             |
| Impulsion spécifique au sol / dans le vide | 363 s. / 452,3 s.           | 200 s. /421 s.      | 309 s / 368 s            | - / 431 s                        | - / 465 s            | 263 s /           | 330 s / 356 s         |
| Rapport poids poussée                      |                             | 73,18               | 82                       |                                  |                      |                   |                       |
| Système d'alimentation                     | Combustion étagée           |                     | Combustion étagée        | Générateur de gaz / flux intégré | Cycle à expanseur    | Générateur de gaz | Combustion étagée     |
| Pression dans la chambre de combustion     | 206 bars                    | 30 bars             | 245 bars                 | 115 bars                         | 60 bars              | 70 bars           | 330 bars              |
| Autre caractéristique architecture         | Réutilisable                |                     | 4 chambres de combustion |                                  | Divergent déployable |                   | Réutilisable          |
| Masse du moteur                            | 3,526 t.                    | 1,438 t.            | 9,5 t.                   | 2,1 t.                           | ~0,55 t.             | 9,153 t           | t                     |
| Hauteur / Diamètre                         | 4,3 × 2,4 m                 | 3,38 m / 2,01 m     | 3,78/4,02 m              | 3,45/2,10 m                      | 2,37-4,20 m / 2,20 m | 5,79 m / 3,76 m.  | 3,1 m / 1,3 m.        |
| Poussée modulable                          |                             |                     |                          |                                  |                      |                   | 20%-100%              |
| Rapport de section                         | 77                          | 28                  | 36,87                    | 58,3                             | 243                  |                   |                       |
| Autres caractéristiques                    |                             |                     |                          |                                  | Réallumable          |                   | Réallumable           |
| En production                              | 1981                        |                     |                          |                                  | 2016/2017            |                   |                       |
| Utilisation                                | Navette spatiale américaine | Saturn V, Saturn 1B | Energuia, Zenit          | Ariane 5                         | Ariane 6             | Saturn V          | Starship, Super Heavy |

### Galerie
Voici, ci-dessous, quelques moteurs de différents types et de différentes époques.

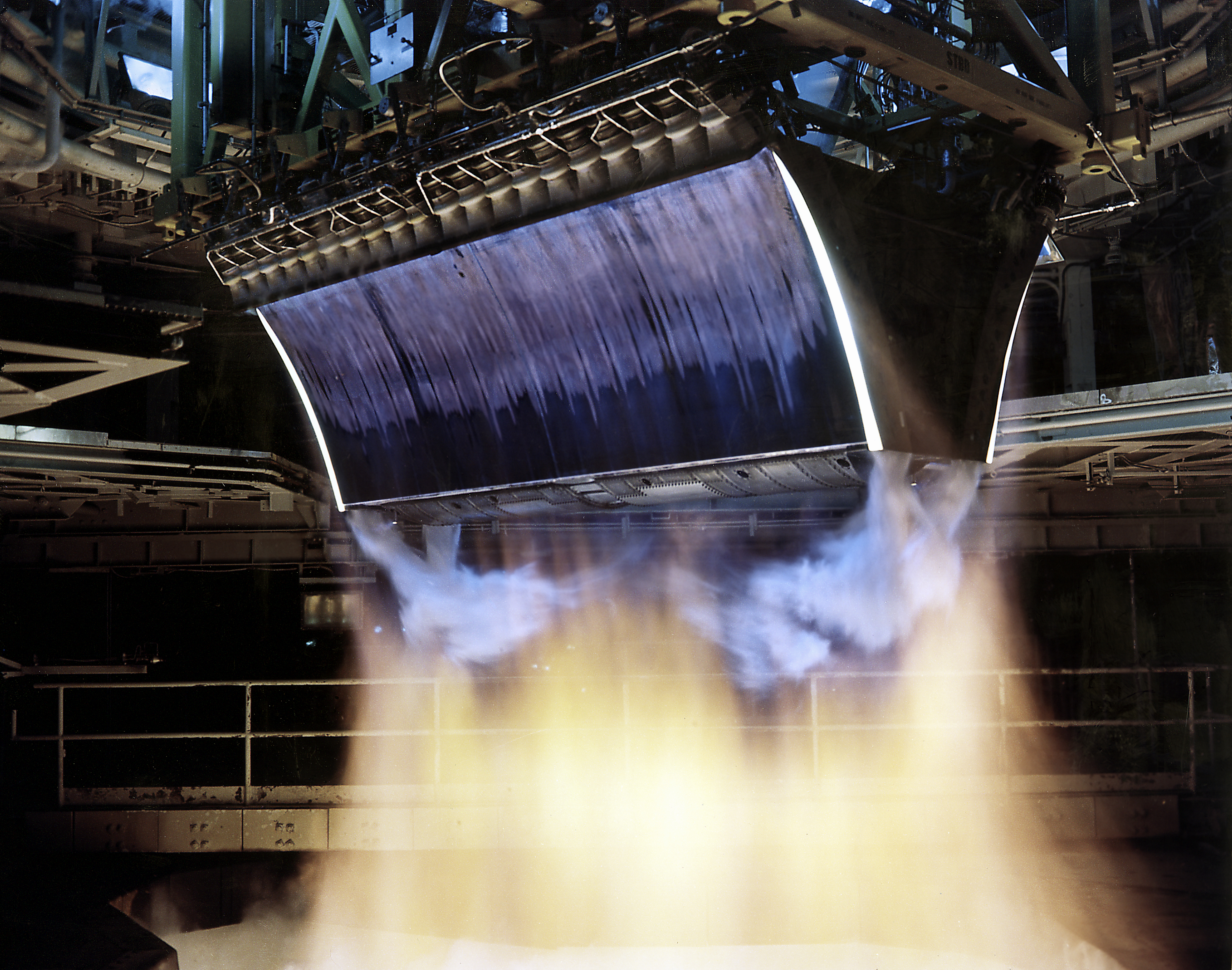
Moteur de type Aerospike
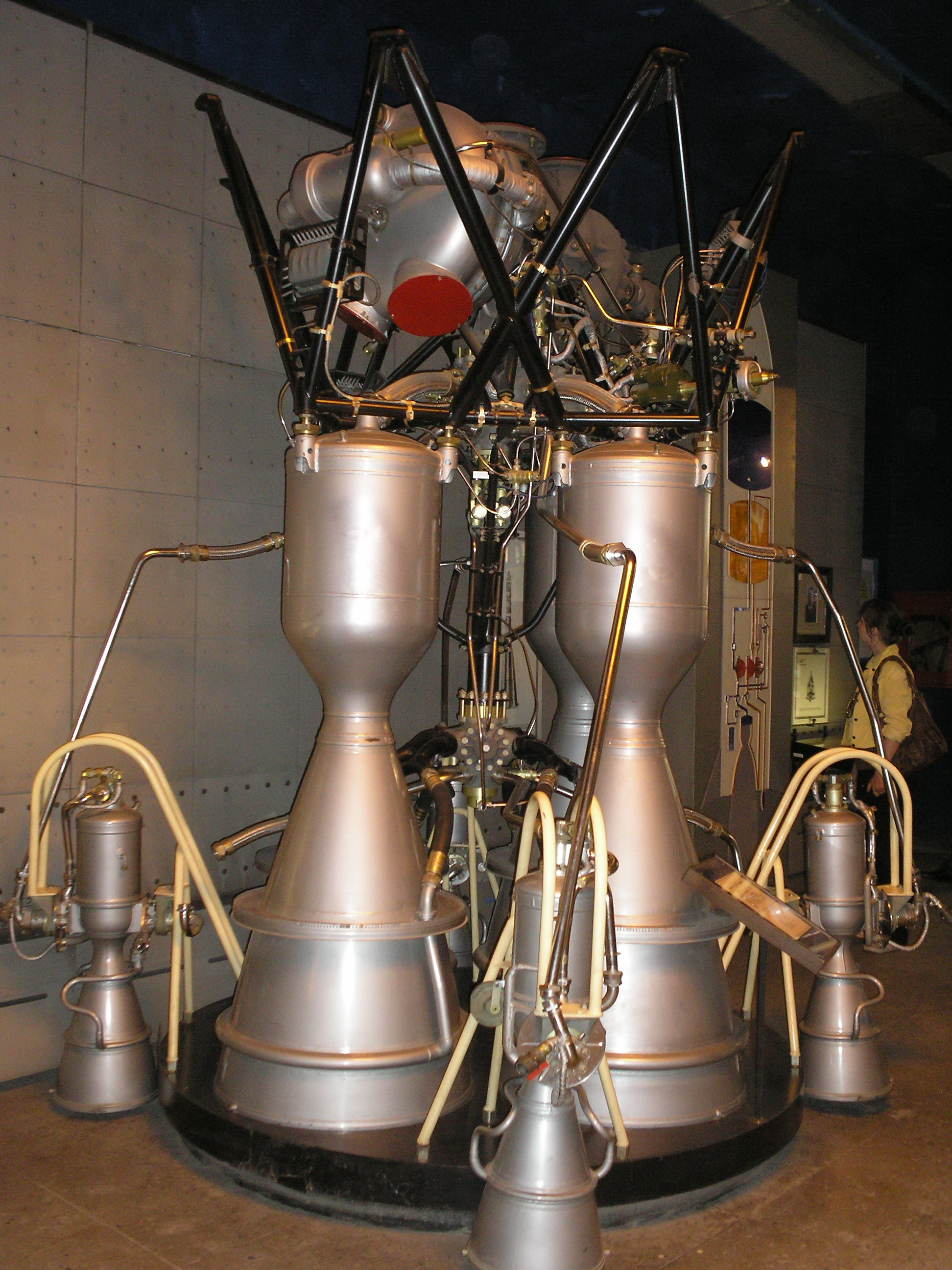
RD-108 russes
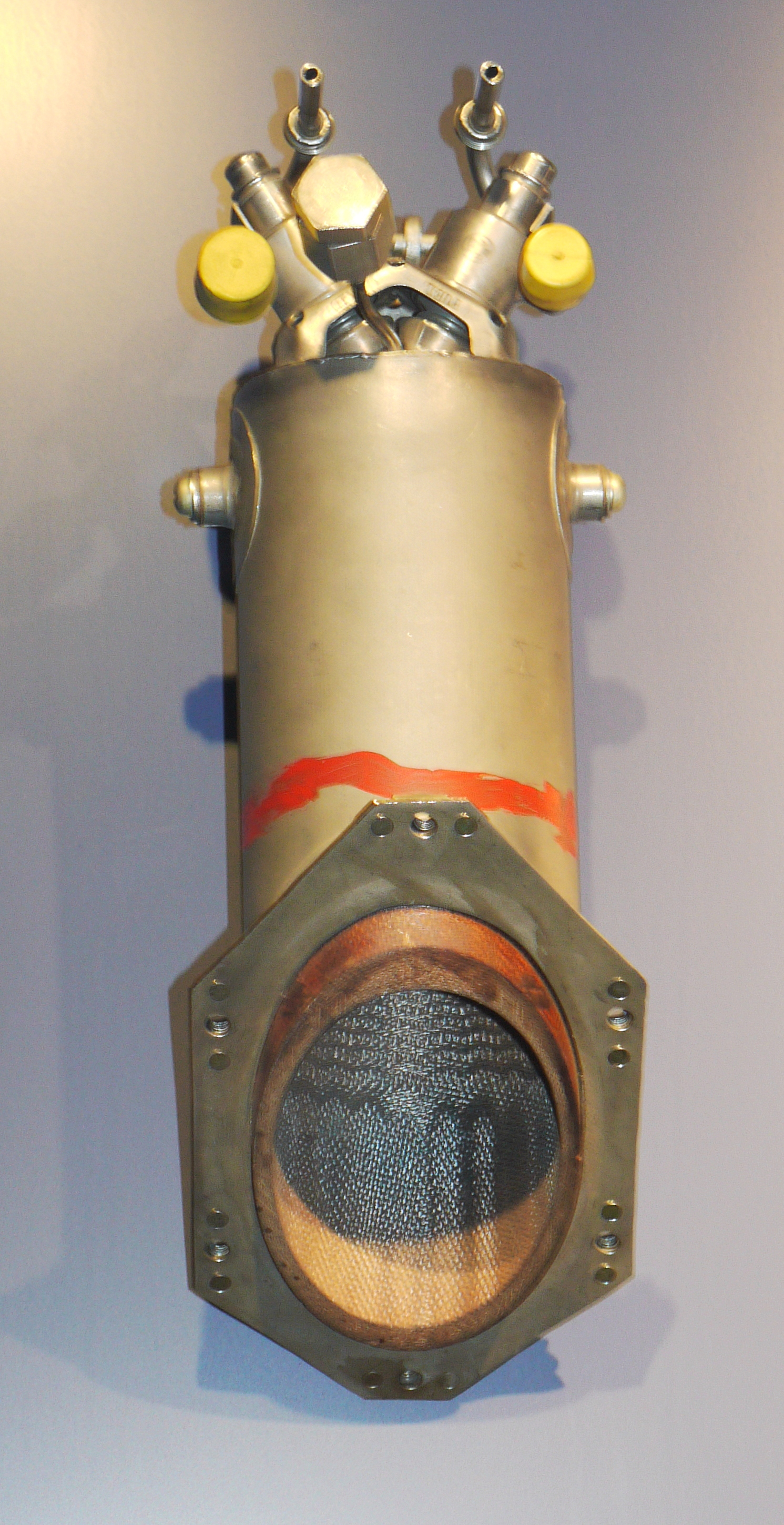
Moteur de manœuvre Gemini
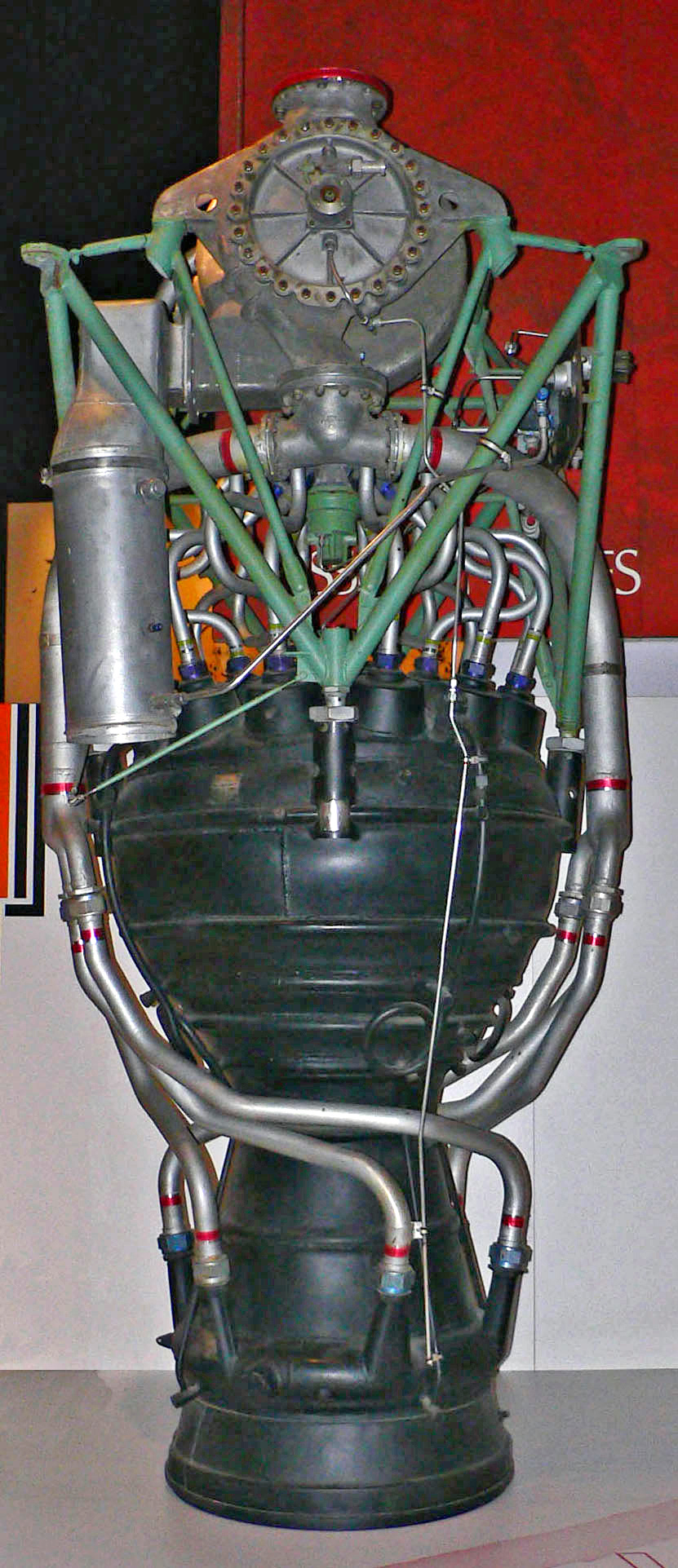
Moteur du V2
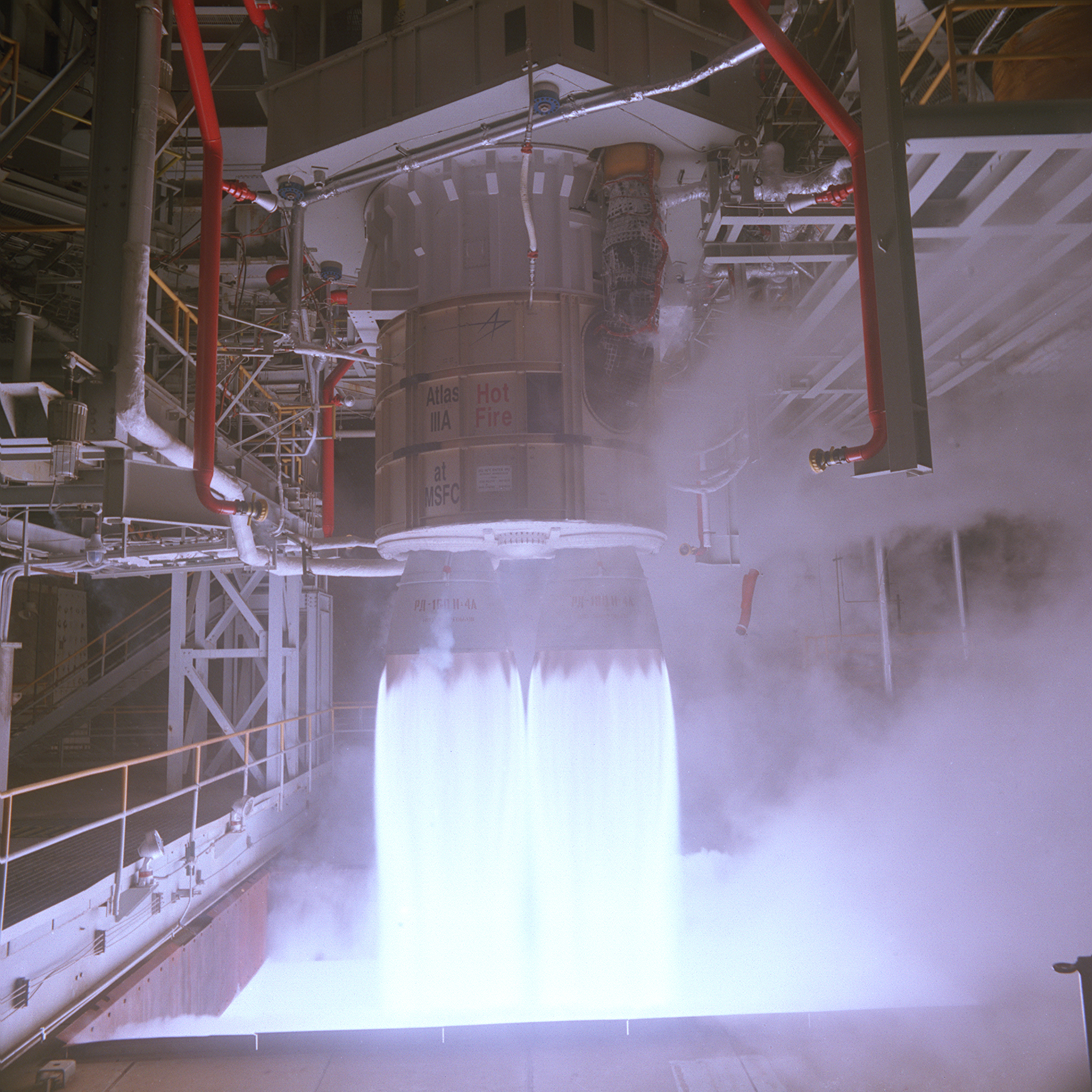
Test de deux RD-180 russes
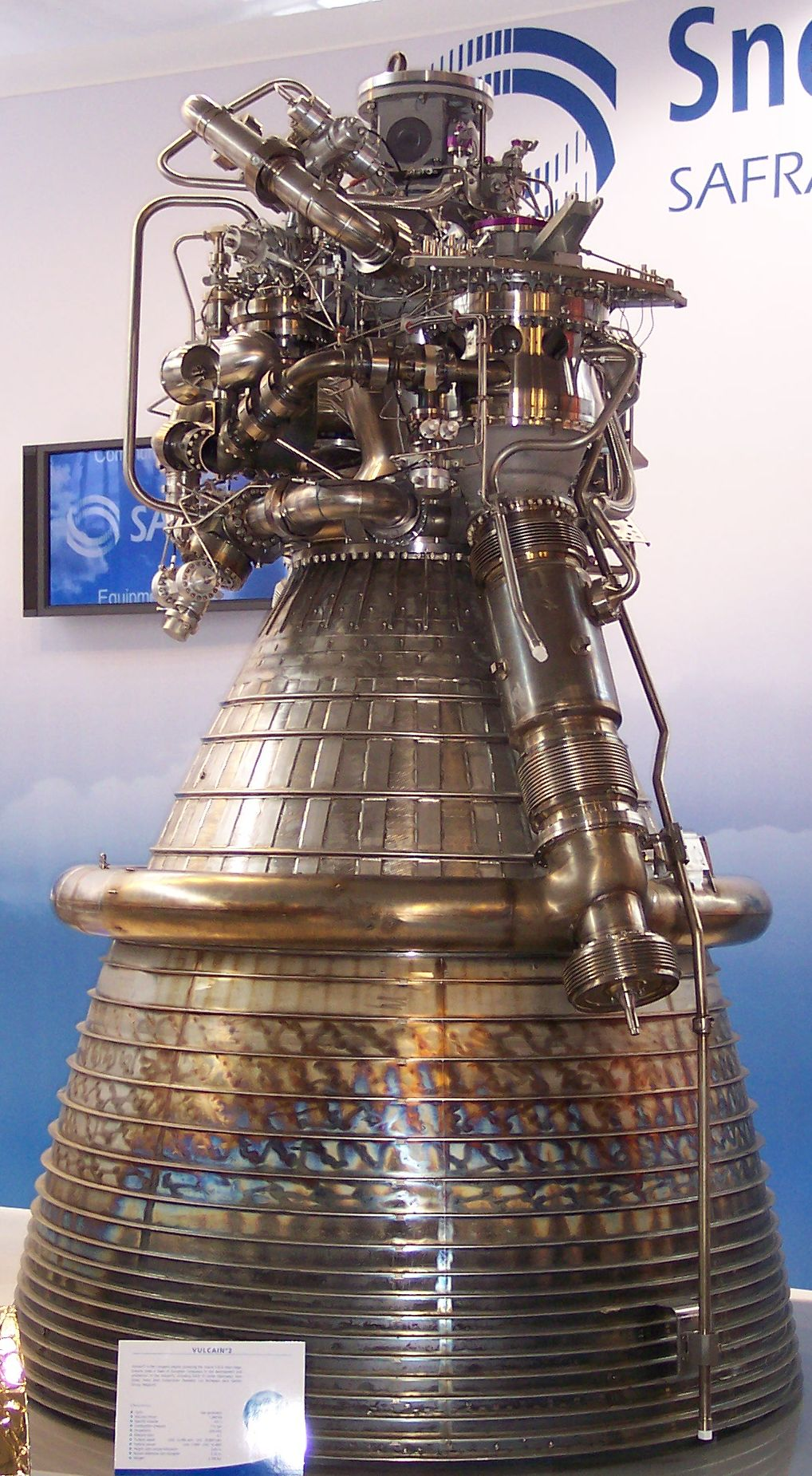
SNECMA Vulcain II
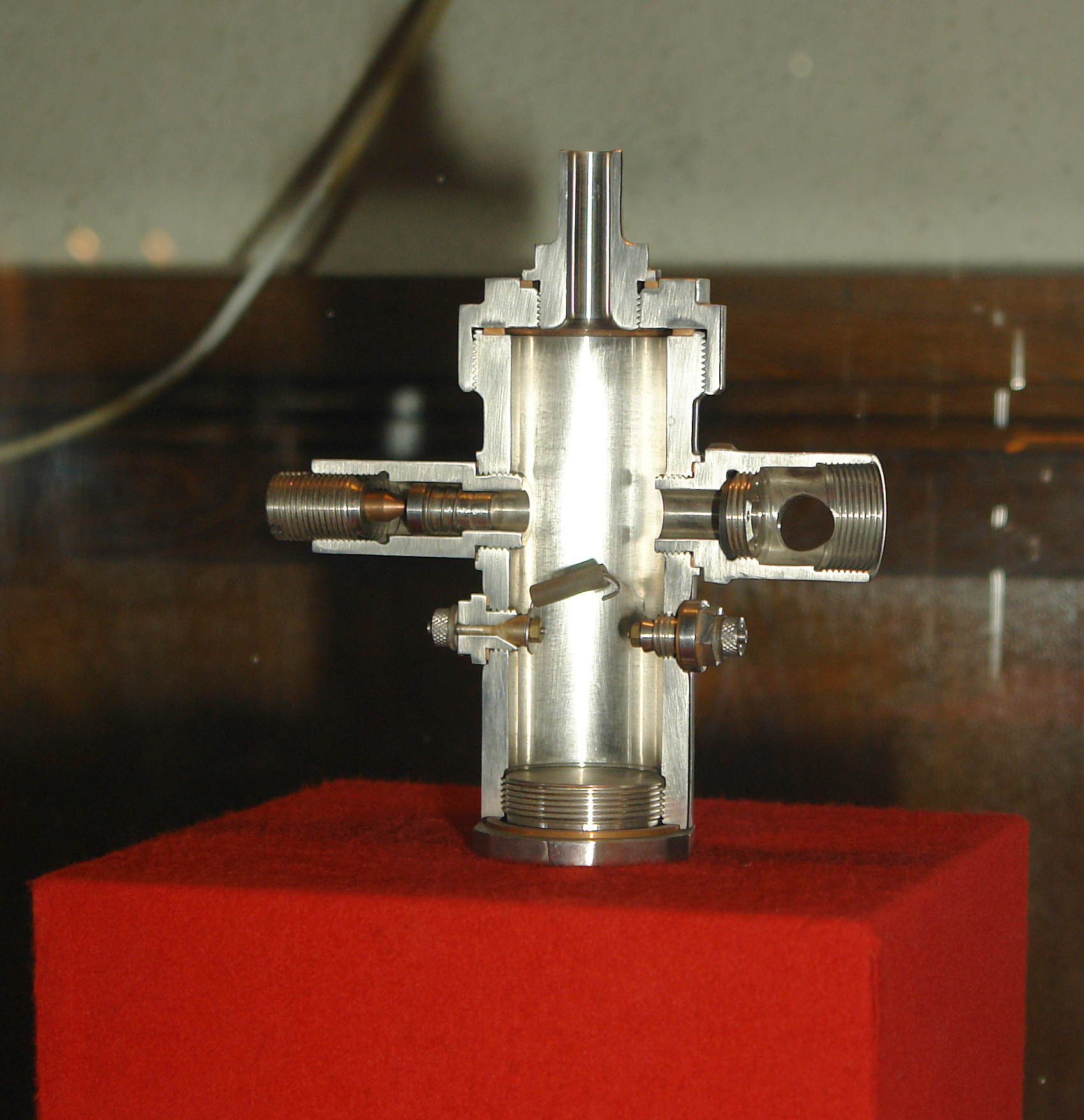
Un des premiers moteurs russes : l'ORM
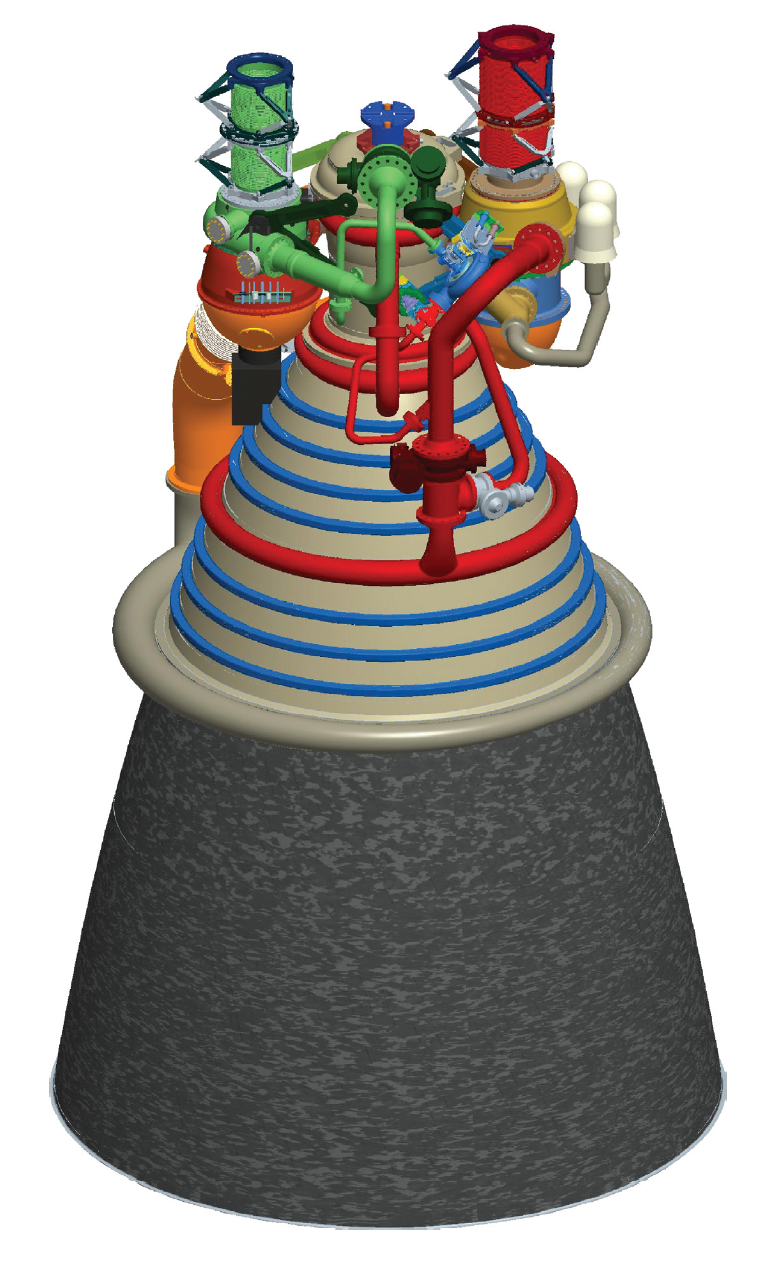
Modélisation d'un J-2X américain
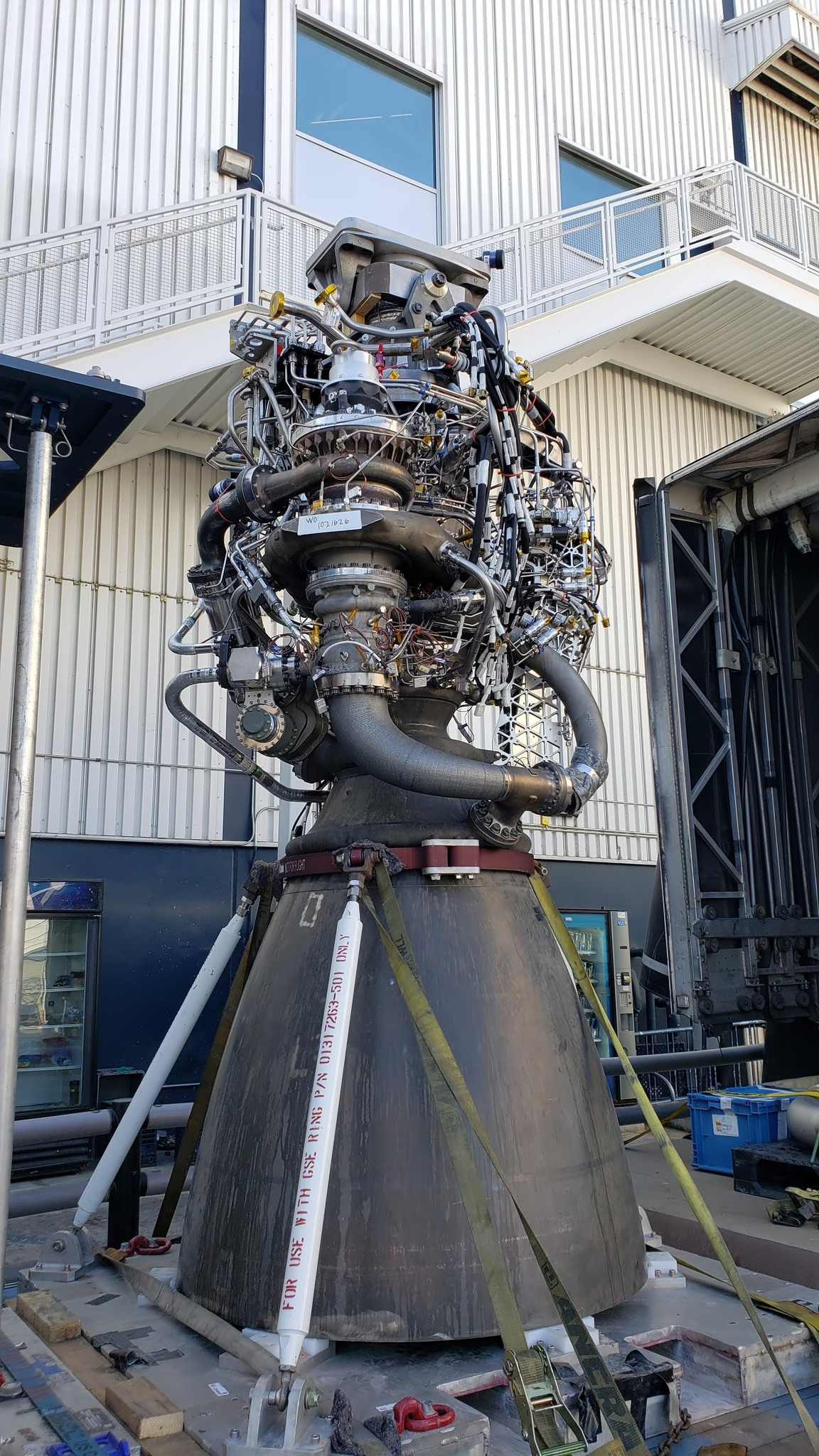
Moteur Raptor (version atmosphérique)